# Gunung Sedulah
Gunung Sedulah är ett berg i Indonesien.   Det ligger i provinsen Aceh, i den västra delen av landet, 1 400 km nordväst om huvudstaden Jakarta. Toppen på Gunung Sedulah är 91 meter över havet.
Terrängen runt Gunung Sedulah är kuperad åt nordost, men åt sydväst är den platt.  Trakten runt Gunung Sedulah är nära nog obefolkad, med mindre än två invånare per kvadratkilometer. I omgivningarna runt Gunung Sedulah växer i huvudsak städsegrön lövskog.